# Карасаев, Багдат Абильмажинович
Багдат Абилмажинулы Карасаев (каз. Бағдат Әбілмәжінұлы Қарасаев, род. 12 июня 1964 года) — казахстанский государственный деятель. Аким Илийского района с сентября 2018 года, аким города Талдыкоргана в 2015—2018 годах.

## Биография
Родился в селе Дзержинск Талды-Курганской области. После окончания средней школы поступил в Алма-Атинский институт инженеров железнодорожного транспорта, который окончил в 1986 году по специальности «инженер путей сообщения».
После службы в Советской Армии вернулся в родное село, где начал работать преподавателем ПТУ-1. Работая в системе профессионального образования, прошёл путь от простого учителя до директора училища.
В 2001—2004 годах работал директором ТОО «Алаколь-Агро», ТОО «ТSС-Агро», ТОО Компания «Тау-Самал Ltd.» и ТОО «Кайынды».
В октябре 2004 года был назначен заместителем акима Алакольского района, а уже в следующем месяце — акимом того же района. На этой должности он работал до мая 2011 года, когда был переведён в областной акимат на должность руководителя Аппарата акима.
С ноября 2015 года по сентябрь 2018 года занимал должность акима города Талдыкоргана — областного центра Алматинской области.
В сентябре 2018 года назначен акимом Илийского района.